# Мэгон, Джон
Джон Мэгон (англ. John Mahon; предположительно, около 1749, Оксфорд ― январь 1834, Дублин) ― британский кларнетист и скрипач, брат Уильяма Мэгона. Один из первых известных кларнетистов в Великобритании.
Родился в семье оркестрового музыканта и оперной певицы. Первое известное выступление Мэгона относится к 1772 году, когда он исполнил концерт для кларнета с оркестром собственного сочинения в Холивеллском зале музыки. В 1773 дебютировал в Лондоне, а к 1777 вместе с братом окончательно там поселился. В столице Мэгон играл концерты в театре «Ковент-Гарден» и на других концертных площадках, с 1770-х по 1820-е годы регулярно выступал на музыкальных фестивалях в Бирмингеме и других городах. Часто участвовал в концертах вместе с оперными певицами, среди которых были Элизабет Биллингтон, Анджелика Каталани, а также сестра самого Мэгона ― Сара (в замужестве Секонд). Мэгон также выступал как скрипач, в 1784 в этом качестве участвовал в фестивале, посвящённом столетию Георга Фридриха Генделя. С 1783 состоял членом Королевского общества музыкантов. 30 июня 1792 года Мэгон женился на Маргарет Перри в Дублине. Покинул сцену в 1825 году, последние годы жизни провёл в Дублине.